# Баттен, Ким
Джейн Кимберли (Ким) Баттен (англ. Jane Kimberley "Kim" Batten; род. 29 марта 1969, Мак-Рей, Джорджия) — американская легкоатлетка, специалистка по барьерному бегу и бегу на короткие дистанции. Выступала за сборную США по лёгкой атлетике в 1991—2000 годах, обладательница серебряной медали летних Олимпийских игр в Атланте, чемпионка мира, победительница Панамериканских игр, серебряная и бронзовая призёрка Игр доброй воли, шестикратная чемпионка США, бывшая рекордсменка мира в беге на 400 метров с барьерами, трижды показывавшая лучший результат мирового сезона в данной дисциплине.

## Биография
Ким Баттен родилась 29 марта 1969 года в городе Макрей, штат Джорджия. Училась в старшей школе East High School в Рочестере, играла здесь в баскетбол.
Продолжила спортивную карьеру в Университете штата Флорида, состояла в местной легкоатлетической команде Florida State Seminoles, с которой успешно выступала на различных студенческих соревнованиях, в частности в 1990 году становилась серебряной призёркой чемпионата Национальной ассоциации студенческого спорта (NCAA) в беге на 400 метров с барьерами.
Впервые заявила о себе на международном уровне в сезоне 1991 года, когда стала чемпионкой США в 400-метровом беге и вошла в основной состав американской сборной. Среди прочего выступила на чемпионате мира в Токио, где заняла пятое место.
В 1993 году на чемпионате мира в помещении в Торонто стала шестой в беге на 400 метров, вместе с соотечественницами выиграла эстафету 800 + 200 + 200 + 400 метров, проводившуюся здесь в качестве демонстрационной дисциплины. В беге на 400 метров с барьерами была четвёртой на чемпионате мира в Штутгарте, третьей на Финале Гран-при IAAF в Лондоне.
В 1994 году в 400-метровом барьерном беге выиграла серебряную медаль на Играх доброй воли в Санкт-Петербурге.
В 1995 году в той же дисциплине одержала победу на Панамериканских играх в Мар-дель-Плате и на чемпионате мира в Гётеборге, где в финале установила мировой рекорд — 52,61.
В 1996 году победила на чемпионате США в Атланте и тем самым удостоилась права защищать честь страны на домашних летних Олимпийских играх в Атланте — в финале барьерного бега на 400 метров показала время 53,08	и получила серебро, уступив лишь ямайской бегунье Деон Хеммингс.
На чемпионате мира 1997 года в Афинах взяла бронзу в беге на 400 метров с барьерами и получила серебро в эстафете 4 × 400 метров.
В 1998 году уже в шестой раз стала чемпионкой США в 400-метровом барьерном беге, выиграла бронзовую медаль на Играх доброй воли в Нью-Йорке, финишировала третьей на Кубке мира в Йоханнесбурге.
В 2000 году участвовала в Олимпийских играх в Сиднее, на сей раз дошла только до стадии полуфиналов.
Завершила спортивную карьеру по окончании сезона 2005 года.
За выдающиеся спортивные достижения в 2012 году была введена в Зал славы лёгкой атлетики США.
Впоследствии проживала в Атланте, некоторое время работала финансовым консультантом, затем открыла фитнес-центр Body by Batten.